# Битва за Лабуан
Битва за Лабуан між силами союзників Антигітлерівської коаліції та японськими військами на острові Лабуан, яка проходила з 10 по 21 червня 1945 року. Атака була організована в рамках плану з захоплення Брунейської затоки та перетворення її на плацдарм для підтримки майбутніх наступів на острів Борнео.
Після декількох тижнів повітряних атак та коротких морських бомбардувань солдати з 24-ї австралійської бригади висаджуються з американських та австралійських кораблів на Лабуані 10 червня. Австралійці швидко захоплюють порт острова та основний аеродром. Японський гарнізон, чисельно менший, в основному зосереджений на укріплених положеннях всередині Лабуана і чинить невеликий опір під час висадки. Перші австралійські спроби проникнути на японську позицію в дні після вторгнення невдаються, тоді як регіон підлягає інтенсивному обстрілу. Японська сила намагається напасти на позиції союзників 21 червня, але зазнає поразки. Пізніше того ж дня австралійські сили наступають на японські позиції. Наступні дні австралійські патрулі вбивають або захоплюють японські війська, що залишилися на острові. Всього вбито 389 японців, а одинадцять здалися в полон. Австралійців загинуло 34.
Після того, як острів був захоплений, союзні сили встановлюють там велику військову базу, реконструюють інфраструктуру: аеродром ремонтується та розширюється для розміщення підрозділів австралійських королівських військово-повітряних сил, надають допомогу тисячам цивільних, які залишилися без притулку від вибухів перед вторгненням. Наприкінці червня 24-а бригада вирушає, щоб здобути Східний берег Брунейської затоки.
Після війни, на Лабуані силами комісії з військових могил Співдружності націй було створено велике кладовище.

## Контекст

### Битва за Тихий океан
На початку 1945 р. японські територіальні володіння в Малайзії та Індонезії залишалися значними. Проте країна дуже ослаблена, її промисловість перевершена американською. Її флот перебуває в агонії після втрати своїх авіаносців і більшості військових кораблів, які все ще знаходяться на плаву, під час битви в затоці Лейте, «найбільшої і найвирішальнішої морської битви всіх часів»}} · . Американські бомбардувальники починають руйнувати японські міста, не зустрічаючи реального опору.
Щоб розмістити військові бази ближче до Японії, американці вагалися між двома варіантами. Завоюванню японської колонії Формоза, розташованої в прямому продовженні Японського архіпелагу, на північ від Філіппін, віддає перевагу адмірал Німіц, головнокомандувач Тихоокеанськими районами (POA); але генерал Макартур, головнокомандувач Південно-Західної частини Тихого океану (SWPA), який бажає бути вірним своїй обіцянці 1942, хоче відвоювати Філіппінський архіпелаг. Оскільки острів Формоза надійно захищає японська імперська армія, це була стратегія генерала Макартура, яка здобула прихильність американців під час конференції в Квебеку у вересні 1944 року.
Американські війська висадилися на острові Лейте в жовтні 1944 р.; наприкінці грудня після кількох місяців запеклих боїв острів було звільнено. Столиця Філіппін, на острові Лусон, упала 3 березня 1945 року після смертоносної місячної битви. Розгромлена японська армія розбігається в джунглях, де веде партизанську війну проти американців і філіппінців. Завоювання Філіппін завершується лише з капітуляцією Японії 2 вересня 1945 року.
Після Філіппін союзники хотіли відвоювати Борнео. Звільнення острова стало останньою великою кампанією на тихоокеанському театрі дій. Захоплення Борнео має позбавити Японію значних нафтових ресурсів · . Союзні сили, в основному австралійські, планують висадитися на півночі та сході острова, зокрема в Лабуані · . Але передумовами для кампанії на Борнео, а отже і для десантної операції на острові, є контроль над небом і морем у цьому районі. Контроль над морем був в основному досягнутий після вирішальних перемоги Тихоокеанського флоту над Імператорським флотом Японії в битві у Філіппінському морі в червні 1944 року та битві в затоці Лейте в жовтні 1944 року. Протягом цього часу авіація союзників SWPA відтіснила японців в Новій Гвінеї, на Філіппінах і в Голландській Ост-Індії. Отже, на початку 1945 року союзники мали панування в повітрі та на морі в регіоні Борнео, який опинився в ізоляції.

### Кампанія на Борнео
Кампанія на Борнео була однією з небагатьох, у якій австралійські солдати були обрані для виконання оперативного командування під час Другої світової війни. У березні 1945 року 1-му корпусу австралійської армії, основними бойовими елементами якого були 7-а і 9-та піхотні дивізії, було поставлено завдання звільнити Борнео. 7-ю дивізією командував генерал-майор Едвард Мілфорд, а 9-ю дивізією — генерал-майор Джордж Вуттен. Планування наступу здійснювалося протягом наступних тижнів. Спочатку вторгнення в район Брунейської затоки не входило в плани: ця операція була додана на початку квітня, після скасування запланованої висадки на Яву. Дійсно, 3 квітня 1945 року Об'єднаний комітет начальників штабів (JCS) видав директиву генералу Дугласу Макартуру, в якій просив його розробити плани відвоювання Борнео за допомогою австралійських військ. У тій самій директиві JCS наказав Макартуру скасувати свої плани звільнення Яви та окупації Брунейської затоки та Лабуана відразу після Таракана. Головною метою атаки на Брунейську затоку було створення бази для Тихоокеанського флоту Британії (BPF) і взяття під контроль нафтових родовищ і каучукових плантацій у регіоні · . Оскільки в Лабуан має розташуватися авіабаза, ці стратегічні позиції повинні дозволити союзникам контролювати води біля узбережжя між Сінгапуром і Шанхаєм, які все ще окуповані японцями.
Хоча звільнення території Брунею дозволено Об'єднаним комітетом начальників штабів США, воно не підтримується Об'єднаним комітетом начальників штабів Великобританії. Останній побоювався, що британський Тихоокеанський флот буде виключений з головного театру військових дій біля Японії, і вважав за краще створити базу свого флоту на Філіппінах. Хоча американський генеральний штаб припускав, що Брунейська затока може слугувати базою для майбутніх операцій у Південно-Східній Азії, британці вирішили, що розгортання там військових об'єктів займе надто багато часу, особливо тому, що Сінгапур можна було взяти до того часу, коли вони були готові.

## Приготування

### Ситуація
Лабуан — острів площею 91 км², який закриває Брунейську затоку. До війни на Тихому океані він був частиною володінь під управлінням британців і мав населення 8960 душ. На його південному узбережжі місто Вікторія має 8500 жителів і має портові споруди. Крім 1400 м пляжу, розташованого на схід від Вікторії, узбережжя оточене коралами. Лабуан був взятий без опору 3 січня 1942 року японськими військами під час вторгнення на Борнео.
Робітники, завербовані японцями з материкових районів Борнео (з регіонів Лавас і Терусан), побудували на острові два аеродроми: Лабуан і Тімбалай. Населення острова також перебуває у складних умовах окупації · . Після придушення японцями повстання під проводом Сулука та китайців у місті Джесселтон наприкінці 1943 року 131 повстанець був у полоні на Лабуані. Лише дев'ятьох повстанців, які вижили, нарешті звільнили австралійські сили в 1944 році. До середини 1944 року кілька японських бойових підрозділів залишалися на Борнео.

### Планування і приготування союзників
Плани вторгнення на Борнео значно розвиваються протягом квітня місяця. Спочатку, планується, що наступ буде розпочато 23 квітня з висадкою бригади 6-ї дивізії на острові Таракан, біля східного узбережжя Борнео. Потім 9-а дивізія повинна взяти Балікпапан, потім Банджармас на південному сході Борнео. Ці позиції повинні бути використані для підтримки вторгнення на Яву за допомогою решти 1-го корпусу. Але після скасування атаки на Яву вирішується використовувати дві бригади з 7-ї дивізії для завоювання затоки Бруней, щоб 1-й корпус міг вести нові приготування з цієї позиції. Однак 17 квітня штаб МакАртура поміняв ролі 7-ї та 9-ї дивізій. Отже, остаточний план нападу на Борнео уточнює, що одна із бригад 9-ї дивізії повинна висадитися на острові Таракан 29 квітня, з рештою дивізії, щоб вторгнутись у район Брунею 23 травня. 7-а дивізія повинна взяти Балікпапан 1 липня. Кампанія Борнео позначена фазою «Oboe» наступу союзників на Південних Філіппінах та голландській Східній Індії; Висадки в Таракані, Брунеї та Балікпапані позначаються відповідно операціями «Oboe One», «Oboe Six» et «Oboe Two».
У березні 1945 року 9-а дивізія покинула Австралію, дістається острова Моротай в голландській Індії, де повинна бути підготовлена кампанія на Борнео. Дивізія брала участь у боях у Північній Африці та Новій Гвінеї, а її офіцери та її солдати досвідчені та добре навчені в амфібійних операціях та боях у джунглях. Велика кількість логістичних підрозділів та Королівських ВПС Австралії (RAAF) призначаються в дивізію для операцій в затоці Бруней, збільшуючи свої сили до понад 29 000 солдатів (у тому числі 1097 американських та британських солдатів).
Остання підготовка до висадки в регіоні Брунейської бухти відбулася в травні 1945 р. Після проблем з логістикою, що призвело до затримок у морському транспорті 1-го австралійського корпусу до Моротай, штаб 8 травня відкладає операцію з 23 травня на 10 червня. Штаб 9-ї дивізії виконує свої плани щодо операцій у регіоні Брунейської бухти 16 травня. 24-а бригада відповідає за захоплення Лабуана, а 20-а бригада відповідає за забезпечення Брунею та острова Муара. Дві бригади повинні висадитися одночасно вранці 10 червня. Вторгненню в регіон Брунейської бухти повинні передувати напади на японські бази та проти транспортної інфраструктури на заході та півночі Борнео проведені американськими та австралійськими повітряними підрозділами, а також три дні операцій розмінування у самій бухті.
24-а бригада знаходиться під командування бригадного генерала Селвіна Портера. Основними її бойовими підрозділами для операцій на Лабуані є батальйони 2/28 та 2/43, ескадрон командос 2/11 та артилерійський полк 2/12. Крім того, ескадрон 2/9 бронетанкового полку (оснащений танками Matilda Mark II), рота кулеметників 2/2 та декілька інженерних підрозділів, підрозділів комунікації та логістики також складають бригаду. Частина тринадцяти агентів British Borneo Civil Affairs Unit (BBCAU) також прив'язана до 24-ї бригади і відповідає за відновлення колоніального уряду острова та розподіл провізії цивільному населенню. 3-й піхотний батальйон 24-ї бригади, 2/32 батальйон призначаються до резервних сил 9-ї дивізії. Портер та командир батальйону 2/28, підполковник Х'ю Норман, мають складні стосунки, які спричиняють тертя між двома людьми та їх відповідними штабами. Портер думає зняти Нормана з його командування перед тим, як висадитися на Лабуан, тому що він переконаний, що останній виснажений і не в змозі ефективно керувати своїм батальйоном. Нарешті він відмовляється перед наполягання Нормана.
Плани завоювання Лабуана визначають, що два піхотних батальйони 24-ї бригади повинні висадитися одночасно на пляжі, поблизу Вікторії (позначений «Brown Beach») о 9:45 ранку, з батальйоном 2/28 на захід від пляжу та батальйоном 2/43 на схід. Ескадрон коммандос 2/11 повинен залишатися в резерві на флоті. Основними цілями бригади є створення плацдарму, захоплення основного аеродрому (розташованого на північ від Вікторії), знищення японського гарнізону та підготування до захоплення Східного берега Брунейської бухти. Пріоритет надається швидкому відкриттю порту та аеродрому, щоб вони могли бути використані для нових операцій.
Портер очікує, що боротьба за основні цілі швидко здійсниться після висадки, і тому вирішує почати висаджувати свою артилерію та важкі міномети з хвилями піхотинців, безпосередньо перед прибуттям на землю бронетанкових транспортних засобів. Батальйон 2/28 повинен спочатку забезпечити Вікторію та Флагстафф Хіл на північ від своєї позиції, тоді як батальйон 2/43 повинен взяти контроль над аеродромом. Після того, як ці райони потрапляють до рук австралійців, батальйон 2/28 повинен забезпечити західну частину острова, тоді як місія ескадрону коммандос 2/11 — здобути в японців Західний берега порту Вікторія. Через відсутність солдат в австралійській армії всі підрозділи 9-ї дивізії отримують наказ про мінімізацію своїх втрат під час кампанії Борнео, а командири підрозділів повинні спиратися на повітряну підтримку та артилерію під час операцій. Австралійці вважають, що японський гарнізон на Лабуані має 650 членів: 400 солдатів повітряних сил, 100 військово-морських військ та 150 інших відповідальних за комунікацію.

### Приготування японців
Через те що союзники просуваються до Борнео, протягом другої половини 1944 року з Японії надсилаються додаткові підрозділи, у вересні була створена 37-а армія для координації оборони острова. У грудні 1944 року японський штаб вважає ймовірною висадку австралійських військ у різних стратегічних пунктах на східному та західному узбережжі Борнео протягом березня 1945 року (дата, коли вони вважають, що збройні сили США звільнять Філіппіни). Тому, кілька японських підрозділів, розташованих на північному-сході Борнео, отримують наказ пройти до західного узбережжя Борнео. Останні просуваються повільно, через відстані та порушення, спричинені повітряними атаками союзників.
У червні 1945 року на Лабуані було розміщено близько 550 японських солдатів. Основний підрозділ острова — 371-й піхотний батальйон (майже цілий, за винятком роти, розташованої в іншому місці) із силою близько 350 солдатів. Цей батальйон, яким командував капітан Шичіро Окуяма, є одним з 56-ї незалежної змішаної бригади, яка прибула до Тавау на північному сході Борнео з Японії в липні 1944 року з шістьма піхотними батальйонами. На початку 1945 року штаб бригади взяв на себе відповідальність за захист Брунейської затоки, 371-й незалежний піхотний батальйон та три інші батальйони пройшли через острів. Більшість солдатів з 56-ї незалежної змішаної бригади захворіли протягом березня, і чотири бойові батальйони значно менші за їх номінальний склад, коли вони прибувають до Брунейської бухти · . Загін з близько 50 чоловіків із 111-го батальйону Airfield також знаходиться на Лабуані, з близько 150 чоловіками, прикріпленими до інших невеликих з'єднань. Відповідно до японської доктрини, гарнізон Лабуану не робить специфічнихних приготувань для протидії самій висадці. Натомість він побудував оборонні позиції всередині острова. Документи, вилучені австралійськими солдатами під час боїв за Лабуан, свідчать про те, що Окуяма також отримав вказівки спробувати відкликати свої сили з острова, якщо битва повернеться не на їх користь.

## Битва

### Підготовчі операції
Австралійські та американські повітряні підрозділи починають свої напади до вторгнення на північ Борнео, наприкінці травня. Перший напад на район Брунейської бухти відбувається 3 травня і включає рейд, спрямований на місто Вікторія на Лабуані. На північному-заході та на північному-сході Борнео здійснюється велика кількість інших атак, щоб знищити японські аеродроми та інші цілі. Плани вторгнення в Брунейську затоку передбачають, що висадка повинна підтримуватися літаками, що базуються в Таракані, але затримки в реконструкції аеродрому цього не дозволяють, що зменшує ступінь бомбардувань, що передують вторгненню.
Мінні тральщики ВМС США розпочинають свою діяльність у Брунейській бухті 7 червня, а флотилія з чотирьох крейсерів та семи есмінців (включаючи легкий крейсер та австралійський есмінець) служить прикриттям. Операція з розмінування має успіх, незважаючи на втрату USS Valute, який 8 червня потрапив на міну і потонув, що призвело до смерті чотирьох моряків. Команди підводного знищення ретельно вивчають усі пляжі висадки 9 червня, щоб знайти можливі перешкоди, які могли б перешкодити просуванню кораблів висадки. Після висадки, 10 червня американські літаки з 13-ї ВПС, що летять з бази на острові Палаван на Філіппінах, забезпечують підтримку сил на Лабуані, поки підрозділи RAAF, що базуються на острові не готові прийти на зміну.
Австралійський Services Reconnaissance Department (SRD) також збирає інформацію про Лабуан та інші частини Брунейської бухти у травні. 1 травня кілька літаків Consolidated PBY Catalina з RAAF, що перевозили співробітників SRD перелітають через Лабуан. Пізніше ці літаки приземляються біля двох місцевих малайських човнів, екіпажі яких допитуються; два моряки транспортуються на базу союзників для нового допиту. 15 травня двоє малайців, які працюють на SRD, висадилися в Брунейській затоці за допомогою Catalina. Вони пливуть до Лабуана на борту малайського човна; вони забирають цивільного з Лабуана, перш ніж їх забрав Catalina біля села Кампонг Менгалун на континент 19 травня. Накопичена інформація дозволяє австралійцям добре знати географію та інфраструктуру Лабуану. Крім того, цивільні особи, які були прийняті на роботу двома командами розвідувальних операцій, проведених SRD, (які були десантовані у Борнео у квітні) надають інформацію про розмір та рухи японського гарнізону Лабуана.
Task Group 78.1 контрадмірала Фореста Б. відповідає за перевезення австралійських військ до Борнео · . Загалом, 33 500 чоловіків і 49 500 тонн обладнання повинні бути висаджені в рамках операції Oboe Six. Протягом останніх днів травня 9-а дивізія почала проводити посадку в Моротаї на кораблі, відповідальні за перевезення її до Брунейської затоки, та проводила репетиції висадки. Через дефіцит транспортних кораблів, наявні, сильно завантажені, і солдати переживають складні умови життя, маючи лише тісні та гарячі простори протягом десяти днів, що передують висадці. Австралійський історик Гевін Лонг пише, що для багатьох солдатів ці умови «були такими ж незручними, як і будь-який досвід, який слідував» під час кампанії. Конвой, що складається з 230 кораблів, залишив Моротай 4 червня. 24-а бригада транспортується найрізноманітнішими висадковими кораблями: двома великими австралійськими LSI, HMAS Manoora та HMAS Westralia, а також USS Titania Attack Cargo, LSD USS Carter Hall, LSTS, п'ятьмаLCI та сімома LSM ВМС США. Всього 38 невеликих LCVP та 26 LCM також призначено висадити бригаду, коли вона прибуде до Лабуана · . Через коралові рифи, що оточують острів, перші хвилі нападу висаджуються на LVT 727-го батальйону, амфібійних тягачах американської армії. Конвой, що перевозив 9-ту дивізію, залишив Моротай 4 червня та прибув до затоки Бруней перед світанком 10 червня. Основний корпус конвою закріплюється біля узбережжя Лабуана, а решта в Брунейській затоці. Японський літак скидає бомбу біля двох транспортних кораблів біля узбережжя Лабуана о 6:51 ранку, але це не завдає їм шкоди.

### Висадка і перші бої
Task Group 78.1 висаджує війська під прикриттям Task Groupe 74.3 контр-адмірала Рассела С. Беркі. Остання складається з двадцяти трьох есмінців, включаючи HMAS Arunta, трьох крейсерів, включаючи HMAS Hobart, трьох фрегатів HMAS Hawkesbury, HMAS Barcoo і HMAS Lachlan і дванадцяти торпедних катерів · . Висадка штурмових військ на Лабуані відбулася без реального опору. Флот союзників почав бомбардування зони висадки о 8:15 ранку, і сім австралійських бомбардувальників B-24 Liberator скинули протипіхотні бомби в районі за запланованим плацдармом · . Ніяке японське військо не протистояло висадці перших штурмових загонів двох батальйонів, які вийшли на сушу, і висадка наступних хвиль піхоти і танків також відбулася без протидії. Батальйон 2/43 швидко просунувся на північ і захопив «Смугу № 1» увечері 10 червня. Деякі японські солдати намагалися захистити район аеродрому, а батальйон 2/43 повідомив про смерть 23 японців і втрати чотирьох поранених австралійців.
Рота батальйону 2/28 звільнила Вікторію невдовзі після висадки, тоді як батальйон зіткнувся з початковим опором на Флагстаф Хілл о 10:45 ранку. Потім одна з рот батальйону вибила ворога з пагорба, а інші роти продовжували просуватися. Батальйон 2/28 зіткнувся з дедалі більшим опором протягом дня, особливо на заході зони бойових дій. У другій половині дня 10 червня в районі на захід від Флагстафф Хілл, на перетині доріг Каллаган і МакАртур, почався бій між японськими військами та піхотою батальйону за підтримки танків і мінометів; наприкінці дня в рядах австралійців було кілька вбитих і поранених, і 18 японців було вбито. Цивільні повідомляють, що на півострові Гамільтон, який утворює західний берег гавані Вікторія, немає японців. Війська ескадрону коммандос 2/11 висадилися вдень 10 червня та взяли під контроль півострів без боїв.
У другій половині дня 10 червня група старших офіцерів, включаючи генерала Дугласа МакАртура, його командувача ВПС, американського генерала Джорджа Кенні, австралійського генерал-лейтенанта Леслі Морсхеда та віце-маршала авіації Вільяма Бостока (начальник командування RAAF), проводять інспекцію плацдарму Лабуан · . МакАртур наполягав на тому, щоб побачити австралійських солдатів у дії, і група відвідала групу передових піхотинців перед від'їздом. Процес розвантаження обладнання та припасів флотом вторгнення швидко тривав до 10 червня, і кораблі почали відправлятися до Моротаї вдень 11 червня.
11 червня завданням 24-ї бригади було укріплення району аеродрому. Батальйон 2/43 протягом дня патрулював північну та західну частину аеродрому, не зустрічаючи особливого опору. З іншого боку, батальйон 2/28, відповідальний за просування вглиб країни, зіткнувся з закріпленими японськими силами і швидко зрозумів, що він зіткнувся з основною силою гарнізону острова. Норман маневрує своїми ротами, щоб відбити японців, але просування йде повільно. Інженери з 62-ї ескадри RAAF прибули 11 червня, щоб працювати над поверненням «Смуги № 1» до експлуатації; наступного дня розпочалася реконструкція аеродрому · .
Базуючись на боях 11 червня, Портер оцінив, що японці відійдуть на міцні позиції, розташовані на північ від Вікторії та приблизно на 1 км на захід від аеродрому · . 12 червня він наказав двом батальйонам патрулювати цю територію. Батальйон 2/43 попрямував у глиб острова на захід від «Смуги № 1», але він виявив лише невелику японську позицію. Цю позицію атакувала та знищила того дня рота C батальйону 2/43 за підтримки трьох танків. Батальйон 2/28 надіслав патрулі до позиції відходу японців, тоді як одна з його рот, підтримана групою танків, наштовхнулася на значний опір під час просування на захід, вздовж колії, на узбіччі МакАртур Роуд. Ескадрон коммандос 2/11 також просувається на північ і в кінці дня біля центру Лабуана з'єднується з елементами батальйону 2/43. Повітряна атака знищила головну радіостанцію японського 371-го окремого піхотного батальйону, ізолювавши його від штабу 37-ї армії. На кінець дня 24-та бригада мала 18 убитих і 42 поранених, а втрати противника австралійці оцінили щонайменше в 110 бійців. Інформація, яку повідомляють різні загони солдатів, дозволяє австралійським силам створити карту японських позицій. Незважаючи на те, що батальйон 2/32 висадився на Лабуані 12 червня, він залишається в резерві дивізії.
13 та 14 червня 24-а бригада продовжує свою діяльність проти японської закріпленої позиції, яку австралійці прозвали "кишенею 10 ". Батальйон 2/43 забезпечує аварійну посадкову доріжку в Тімбалай на західному узбережжі Лабуану 13 червня, а елементи батальйону 2/28 продовжують прогрес на захід у «кишені», вздовж дороги МакАртур. Наступного дня артилерійський полк 2/12 обстрілює «кишеню». 250 снарядів випущені для сприяння нападу роти батальйону 2/28, але сильний японський опір змусив її відступити. Портер та його штаб погоджуються, що лише добре скоординована атака подолає останню кишеню японського опору.
Після висадки, загін BBCAU та 24-ї бригада також стикаються з важливим викликом: управління великим кількістю бездомних, військово-морські та повітряні атаки знищили майже всі будівлі на Лабуані. Через кілька днів після вторгнення близько 3000 мирних жителів було розміщено всередині плацдарму. Командам BBCAU допомагають солдати з 24-ї бригади, відповідальні за перевезення постачання.

### Знищення японського гарнізону
Японська кишеня опору простягається приблизно на 1100 м з півночі на південь і 550 м зі сходу на захід. Земля в цій місцевості включає низку невеликих хребтів, покритих джунглями, а позиція межує на заході та півдні із болотами. Землі в кишені в основному складаються з трьох районів нагір'я названих австралійцями «Lushington Ridge», «Norman Ridge» та «Lyon Ridge». До району є лише два маршрути доступу. Перший — це дорога, яка веде на південь від позиції вздовж Lyon Ridge та Norman Ridge. Її можуть використовувати танки, але вона сильно замінована. Інший шлях — це дорога, яка проходить у східній частині кишені з дороги МакАртур по Lushington Ridge та приєднується до іншої дороги в Norman Ridge. Кількість японських солдатів у кишені оцінюється в 250.
Щоб мінімізувати втрати в його бригаді, Портер вирішує ізолювати кишеню двома піхотними ротами, тоді як артилерія обстрілює цю територію кілька днів. Він затримує будь-який напад до тих пір, поки він вважає, що японці здатні ефективно чинити опір. У рамках цього плану артилерійський полк 2/12 вистрілює 140 тонн снарядів по кишені між 15 і 20 червня.
Батальйон 2/28 починає досліджувати кишеню 16 червня. Напередодні патруль ескадрону 2/11 повідомив, що дорога вздовж Lyon Ridge може використовуватися танками, якщо бомбовий кратер буде заповнений, і вранці рота А батальйону 2/28 супроводжується трьома танками та бульдозером починає маневрувати на південь уздовж дороги. Після того, як бульдозер наповнив кратер, сила рухається вздовж Lyon Ridge, але вона застрягла під вогнем японських військ на Eastman Spur на південному-сході хребта. Один з австралійських танків пошкоджений. Пізніше спроба проведена взводом ескадрону командос 2/11 , щоб просуватися до Eastman Spur, на схід від роти A, також пригнічується, причому два австралійці загинули та ще один поранений. Рота відновила своє просування у другій половині дня, підтримана новими танками. Три танки розміщуються на чолі піхоти і вбивають вісім-десять японських солдатів, але один з них пошкоджений бомбою, а інший загруз в багні. В кінці дня рота мала 5 загиблих та 23 поранених. 150 пацієнтів були прийняті до медичних з'єднань, приєднаних до 24-ї бригади 16 червня, зменшивши її потенціал.
Через втрати, яких зазнала його бригади 16 червня, Портер вирішує продовжити бомбардування перед тим, як здійснювати нові атаки. 18 та 19 червня бомбардування зони противника ще більше посилюється, коли важкий крейсер HMAS Shropshire вступає в дію · . Піхотинці, які підтримують танки, проводять нову операцію ідентифікації в кишені 19 червня, під час якої вбито 10 японців, а троє австралійців поранені. 20 червня артилерійський полк 2/12 зробив особливо важкі обстріли, і шість союзних бомбардувальників бомбардують. Портер оцінює, що японські захисні сили є достатньо ослабленими, і наказує нападати на кишеню наступного дня двома ротами батальйону 2/28, що підтримуються танками (включаючи варіанти вогнеметів «Frog» Matilda II).
Протягом перших годин 21 червня сила близько 50 японських солдатів вислизнула з кишені і намагалася напасти на австралійські позиції. Різні групи японських солдатів напали на табір військовополонених, портові спорудах та "смугу № 1 ", але всі наступальні дії відштовхуті австралійськими та американськими військами, відповідальніими за логістику та інженерне діло. Загалом 32 японські солдати загинули навколо Вікторії, а 11 інших поблизу аеродрому. Троє американців та два австралійці були вбиті під час цих боїв.
Японська атака, однак, не затримує австралійський напад. О 10:00, 21 червня, рота C батальйону 2/28 почала просуватися на захід вздовж Lushington Ridge, а також рота D маневрує на південь від Eastman Spur. Компанія D підтримується військом з трьох класичних танків Matilda та двох вогнеметів «Frog». Рота C проїжджає приблизно половину шляху в кишені, перш ніж її зупинив Норман, який побоюється, що остання буде випадково атакована ротою D, яка також швидко просувається. Сила, побудована навколо роти D завершує окупацію кишені, вогненметні танки відіграють важливу роль. Японські солдати, які пережили артилерійські бомбардування, чинили незначний опір австралійським військам. 24-та бригада оцінила кількість японських солдатів, убитих під час останнього штурму у 60 осіб і 117 убитих під час артилерійського обстрілу, який йому передував · .
З 21 червня ескадрону командос 2/12, який була в резерві 9-ї дивізії, було доручено здійснювати патрулювання на околицях Лабуана, щоб очистити їх від будь-яких залишків японських сил. Кожна група в ескадроні призначена в різні сектори Лабуана, і до середини липня підрозділ виконав своє завдання. Під час цих патрулювань ескадрон вбив 27 японських солдатів, в основному під час відбиття рейду проти BBCAU 24 червня, і взяв в полон одного солдата · . Тоді ескадрону 2/12 було доручено провести топографічну роботу з метою покращення якості карт острова. Втрати 24-ї бригади — 34 вбитими та 93 пораненими. Австралійські солдати нарахували 389 загиблих японців і 11 полонених.

## Наступні операції

### Лабуан
Відновлення аеродрому проходить добре. 4-й та 5-й ескадрони будування аеропортів RAAF призначаються для цього завдання. Тимчасова смуга без покриття 1220 м на 30 м побудована під кутом 5° порівняно зі старою смугою. Перші літаки RAAF, два Curtiss P-40 Warhawk з 76-ї ескадрону RAAF, приземляються на смузі 17 червня, і розпочинають свою діяльність з цієї нової бази наступного дня. 457-а ескадрон RAAF, який оснащений Spitfires, прибуває 18 червня, але два його літаки розбиваються на ще недобудованій смузі і від них потрібно відмовитися. Підрозділи, що базуються на аеродромі, відповідають за надання повітряної підтримки армійським підрозділам у Лабуані та проводять свої перші вильоти на острів в червні 1945 року. 86-а ескадра RAAF, що складається з двох підрозділів: 1-го ескадрону RAAF та 93-го ескадрону RAAF, також прибуває на Лабуан наприкінці липня, але до кінця війни вона може провести лише кілька операцій з цієї бази. Спочатку їй потрібно працювати з Лабуана наприкінці червня, але потрібно більше часу, ніж очікувалося для продовження смуги № 1 до довжини, необхідної для легких бомбардувальників Mosquitos 1-го ескадрону RAAF.
Щоб відновити смугу № 1 і зробити придатною для використання при будь-якій погоді, австралійці повинні накачати воду в кратери від бомб, а потім заповнити їх. 1500 м смуги мають 70 захищених паркувальних майданчиків для літаків. З 70 додатковими місцями під відкритим небом, авіабаза може вмістити 140 літаків. Інженери 9-го відділу також здійснюють широкий спектр будівельних проектів на Лабуані. Сюди входить 33 100 м² будівель для зберігання, нові портові споруди, мости та паливні резервуари, а також на 47 км дорог · . Будівництво набережної для розміщення кораблів Liberty розпочинається 18 червня, і дозволяє прийняти перший корабель 10 липня. 20 червня платформа для палива працює, а парк із семи паливних резервуарів на 270 000 літрів завершується 12 липня, як і перша лікарня на 600 ліжок. Потім будується загальна лікарня на 1200 ліжок. Медичні підрозділи Australian General Hospitals 2/4 та 2/6 перевозяться з Моротаю в Лабуан у липні, хоча всі лікарняні заклади не завершені до 17 вересня.

### Закінчення боїв
Коли Лабуан був захоплений, 24-й бригаді було доручено захопити східний берег Брунейської затоки. 16 червня батальйон 2/32 був перевезений з Лабуана до затоки Падас. Наступного дня батальйон взяв місто Вестон · . Залишок 24-ї бригади було переправлено через затоку протягом останнього тижня червня, і сили просунулися вглиб країни, щоб відбити місто Бофорт, яке захищали від 800 до 1000 японських військ. Після кількох інтенсивних боїв 28 червня місто опинилося під контролем союзних сил. Бригада продовжила рух углиб країни і досягла Папара на початку липня. Після захоплення Папара австралійці припинили наступ на Борнео, і ситуація залишалася в основному статичною, поки в середині серпня не набуло чинності припинення вогню. Пізніше, протягом липня, командир 9-ї дивізії генерал Джордж Вуттен звільнив Нормана від його командування після інциденту, коли Норман втратив контроль над батальйоном 2/28 під час боїв на Лабуані.
Паралельно з операціями на Філіппінах і Борнео в південній частині Тихого океану, союзники продовжували свою стратегію чехарди в північній частині Тихого океану та наблизилися до Японії. На півдорозі між Маріанськими островами та Японією захоплення Іво Дзіми забезпечило базу для підтримки стратегічних бомбардувань Японії. Битва за Іво Дзіму почалася 19 лютого, але американцям знадобилося більше місяця, щоб підкорити острів, який захищали 21 000 чоловік. Після його завоювання 26 березня шлях до Японії обов'язково проходив через Окінаву, яка мала служити базою для висадки амфібій на головних островах. Вторгнення на Окінаву почалося 1 квітня і перевершило всі попередні операції на Тихому океані. Армада 5-го флоту складається з 1300 кораблів і перевозить 180 000 чоловік, включаючи 10-ту армію Бакнера, яка висадилася на острові, який захищали 100 000 японців. Військово-морські сили Японії у відчаї марно розпочали операцію Ten-Gō 7 квітня. Підкорення Окінави відбувається в умовах кровопролиття. Острів був остаточно захоплений 22 червня 1945 року, але там загинули десятки тисяч японських цивільних і військових. Ці дві битви коштували життя 25 000 солдатів союзників, а Японія все ще не була готова капітулювати. А поки готувалася операція Downfall атомні бомбардування Хіросіми та Нагасакі остаточно поставили Японію на коліна. Після оголошення капітуляції Японії 15 серпня 1945 року і офіційної церемонії, що відбулася в Токійській затоці 2 вересня, командувач 37-ю армією генерал Масао Баба 10 вересня вирушив до Воттена під час церемонії, що проходила в штабі 9-го відділу на Лабуані.

## Наслідки
За словами генерала МакАртура, операція «Oboe Six», яка застала японську армію зненацька в Брунейській затоці та Лабуані, була проведена ідеально. Швидке і масове розгортання союзних сил дозволило перевершити ізольовані японські оборонні війська. Від початку операції до кінця війни бойові дії призвели до загибелі 119 австралійців і восьми американців, як у Лабуані, так і в решті Брунейської затоки, і залишили 276 поранених, у тому числі 55 американських солдатів. Зі свого боку, японці нарахували 1375 загиблих і оцінили своїх солдатів, взятих у полон, в 130.
У тактичному плані австралійці продемонстрували здатність вести десантні операції. Операції Борнеоської кампанії були найкраще спланованими та виконаними об'єднаними військовими операціями австралійської армії, що ще більше підвищило важливість очікуваної підтримки під час операції «Downfall». На стратегічному рівні, в політичному контексті, коли австралійці прагнуть звільнитися від своєї залежності від американців і застосувати свою національну стратегію, необхідність операцій на Борнео все ще викликає сумніви в істориків. Після капітуляції Японії, вторгнення Японії, передбачене союзниками, було скасовано, і, отже, стратегічні переваги, отримані із захопленням Північного Борнео, більше не мали реальної цінності. Певною мірою це призвело в Австралії до думки, що операції «Гобой», а також кампанії «Айтапе-Вевак», «Бугенвіль» і «Нова Британія» були непотрібними та спричинили непотрібні втрати.
Після війни Лабуан був одним із місць, де австралійські військові проводили судові процеси щодо підозрюваних японських військових злочинців. Всього з 3 грудня 1945 року по 31 січня 1946 року на острові відбулося 16 судових процесів, під час яких 128 чоловіків були визнані винними і 17 виправдані. У Лабуані також створено військовий цвинтар для могил усіх військовослужбовців Співдружності, які загинули на Борнео або поблизу нього. Він включає понад 3900 могил, більшість з яких — це могили військовополонених, які загинули в японському полоні.
Кілька меморіалів також встановлено на Лабуані в пам'ять про епізоди Другої світової війни. До них належать Австралійський меморіал бойових подвигів на Браун-Біч, меморіальна дошка на честь церемонії капітуляції 37-ї армії та японський парк миру.

### Ouvrages

#### En français
- , US Navy, Marines, Rennes, 2003 ISBN 2-915379-02-5. Шаблон:Plume
- , Guerres, paix et sociétés, Atlande, coll. « Clefs concours », Neuilly, 2004 ISBN 2-912232-58-9. Шаблон:Plume
- , La Seconde Guerre mondiale, Eyrolles, Paris, 2015 ISBN 978-2-212-56229-3. Шаблон:Plume

#### En anglais

##### Ouvrages de la sérieAustralia in the War of 1939—1945
- , Royal Australian Navy 1942–1945, Australian War Memorial, coll. « Australia in the War of 1939–1945 / Séries 2 – Navy, vol. II », Canberra, 1968 (онлайн-версія). Шаблон:Plume
- , The Final Campaigns, Australian War Memorial, coll. « Australia in the War of 1939–1945 / Séries 1 – Army, vol. VII », Canberra, 1963 (онлайн-версія). Шаблон:Plume
- , Air War Against Japan, 1943–1945, Australian War Memorial, coll. « Australia in the War of 1939–1945 / Séries 3 – Air, vol. II », Canberra, 1968 (онлайн-версія). Шаблон:Plume
- , The Island Campaigns, Australian War Memorial, coll. « Australia in the War of 1939–1945 / Séries 5 – Medical, vol. III », Canberra, 1957 (онлайн-версія). Шаблон:Plume

##### Autres ouvrages
- , The Ghosts of Iwo Jima, Texas A&M University Press, 2006 ISBN 978-1-58544-483-0 (онлайн-версія). Шаблон:Plume
- , Airfield and Base Development, Engineers of the Southwest Pacific, United States Government Printing Office, Washington, D.C., 1951. Шаблон:Plume
- , Armies of Empire : The 9th Australian and 50th British Divisions in Battle 1939–1945, Cambridge University Press, Port Melbourne, Victoria, 2011 ISBN 978-0-521-19480-8. Шаблон:Plume
- , Morshead, Oxford University Press, South Melbourne, 2001 ISBN 0-19-551398-3. Шаблон:Plume
- , The Encyclopaedia of Australia's Battles, Allen & Unwin, Sydney, 2001 ISBN 1-86508-634-7. Шаблон:Plume
- , The Army Air Forces in World War II, vol. 5 : The Pacific : Matterhorn to Nagasaki : Jun 1944-Aug 1945, Air Force Historical Research Agency, 1983 ISBN 978-0-912799-03-2 (онлайн-версія).
- , Japanese Empire in the Tropics : Selected Documents and Reports of the Japanese Period in Sarawak Northwest Borneo 1941–1945, vol. Volume 2, Ohio University Press, Athens, Ohio, 1998, 572–598 p. ISBN 0-89680-199-3. Шаблон:Plume
- , Rising Sun Over Borneo : The Japanese Occupation of Sarawak, 1941–1945, Macmillan Press, Basingstoke, Hampshire, 1999 ISBN 0-333-71260-9. Шаблон:Plume
- , The Japanese Occupation of Borneo, 1941-45, Routledge, 2010 ISBN 978-1-136-96309-4. Шаблон:Plume
- , Post-War Borneo, 1945–1950, Routledge, Londres, 2013 ISBN 978-0-415-55959-1 та 0-415-55959-6. Шаблон:Plume
- , Pilgrimage : A Traveller's Guide to Australia's Battlefields, Black Inc, Melbourne, 2006 ISBN 1-86395-387-6. Шаблон:Plume
- , A Military History of Australia, Cambridge University Press, Melbourne, Victoria, 2008 ISBN 978-0-521-69791-0. Шаблон:Plume
- , The Years of MacArthur, vol. 2 : 1941-1945, Houghton Mifflin, Boston, 1975 ISBN 0-395-20446-1. Шаблон:Plume
- , That Magnificent 9th : An Illustrated History of the 9th Australian Division 1940–46, Allen & Unwin, Sydney, 2002 ISBN 1-86508-654-1. Шаблон:Plume
- , The South West Pacific 1941–45, Grayflower Productions, Melbourne, Victoria, 1965. Шаблон:Plume
- , The Liberation of the Philippines – Luzon, Mindanao, the Visayas, 1944–1945, vol. Volume 13, University of Illinois Press, Champaign, Illinois, 2002 ISBN 0-252-07064-X. Шаблон:Plume
- , Australian Battalion Commanders in the Second World War, Cambridge University Press, Port Melbourne, Victoria, 2009 ISBN 978-0-521-76345-5 та 0-521-76345-2. Шаблон:Plume
- , World War II Pacific Island Guide. A Geo-Military Study, Greenwood Press, Westport, 2002 ISBN 0-313-31395-4. Шаблон:Plume
- Шаблон:Chapitre. (pour la totalité des chapîtres, voir ici).
- , Australian Army Amphibious Operations in the South-West Pacific, Australian Army Doctrine Centre, Canberra, 1995 ISBN 978-0-642-22667-9 (онлайн-версія), p. 42–59. Шаблон:Plume
- , Always First : The RAAF Airfield Construction Squadrons 1942–1974, Air Power Studies Centre, Canberra, 1998 ISBN 0-642-26525-9 (онлайн-версія). Шаблон:Plume